# Who Is Number One?

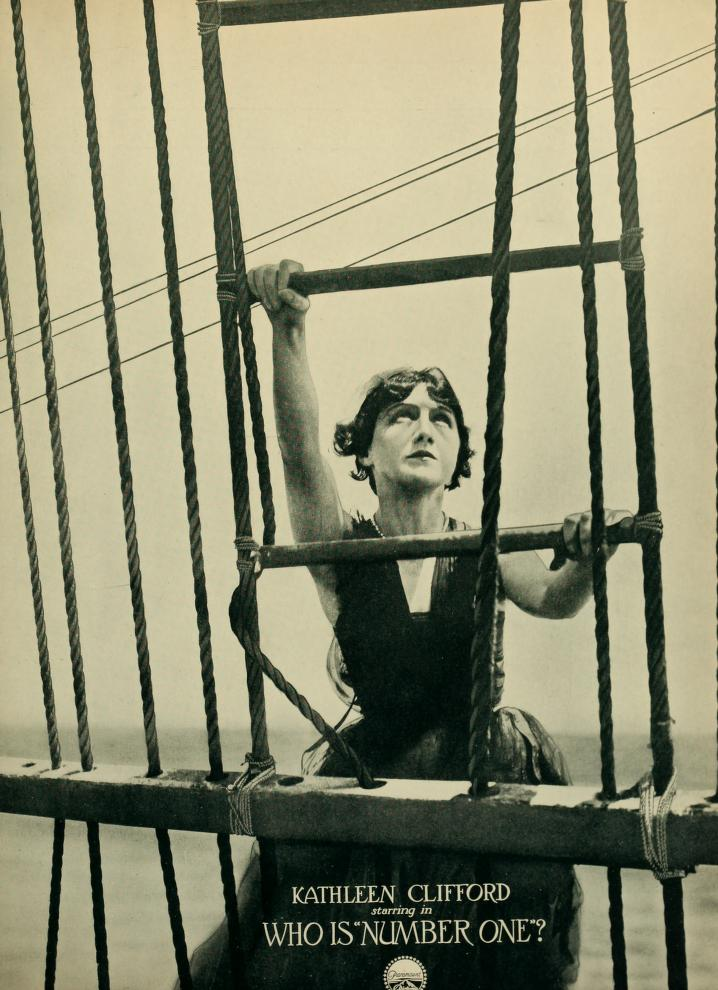
kathleen Clifford em uma cena do seriado.

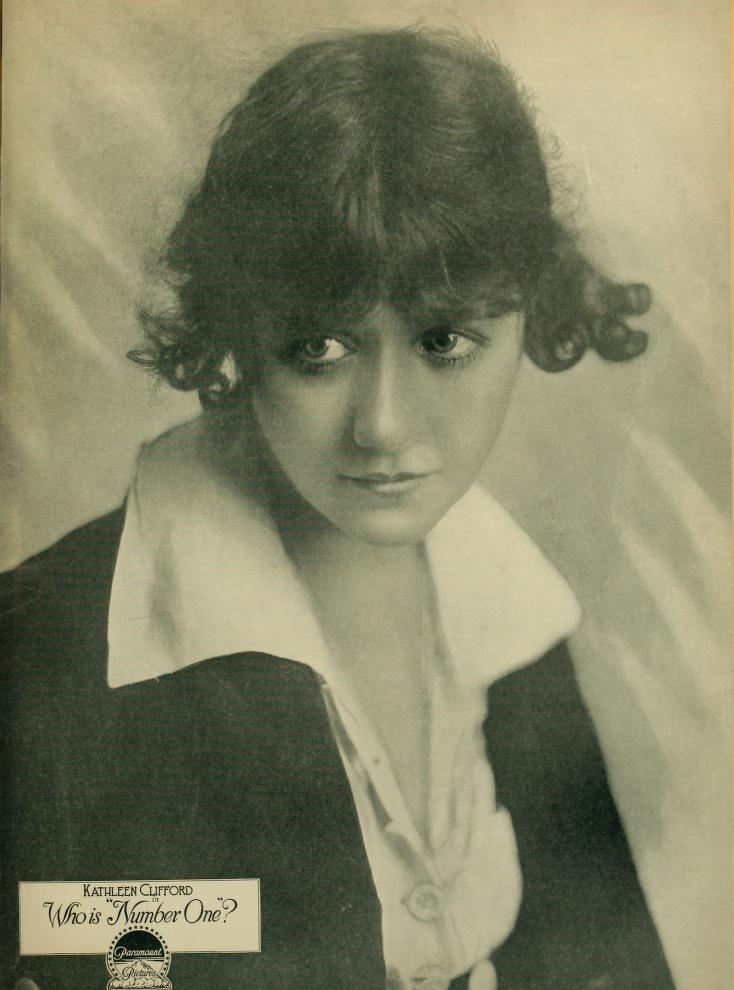
Kathleen Clifford em anúncio para o seriado.

Who is Number One? é um seriado estadunidense de 1917, dirigido por William Bertram, em 15 capítulos, categoria suspense, e estrelado por Kathleen Clifford, Cullen Landis e Gordon Sackville. Foi o único seriado da Paramount Pictures, e foi baseado no romance homônimo de Anna Katharine Green. Veiculou nos cinemas dos Estados Unidos entre 29 de outubro de 1917 e 4 de fevereiro de 1918.
Único seriado lançado pela Paramount Pictures, na verdade foi produzido por uma pequena empresa que operava fora de Long Beach, a Balboa Amusement Producing Company. Yvonne Tasker relata que “Apparently, the experiment was not as successful as Paramount had hoped, since the studio never made another serial” (“Aparentemente, a experiência não foi tão bem sucedida como a Paramount esperava, já que o estúdio nunca mais fez outro seriado”).
Este seriado é considerado perdido.

## Sinopse
Kathleen Clifford interpreta Aimee Villon , uma jovem aparentemente em perigo causado pelos inimigos de seu pai adotivo, Graham Hale (Gordon Sackville), um gigante financeiro e famoso inventor. Os inimigos se reúnem em um grupo semelhante à Máfia, liderado pelo misterioso “Número um”, após a invenção de Hales, um novo tipo de submarino. Segue uma complicada história de vingança, mas no final, Aimee é realmente desmascarada como “Número um”. O galã Cullen Landis interpreta o namorado de Aimee, Tommy Hale.

## Elenco
- Kathleen Clifford	 ...	Aimee Villon. Kathleen Clifford desfrutou uma carreira que durou de 1917 a 1925, e esse foi seu primeiro filme.
- Cullen Landis	 ...	Tommy Hale
- Gordon Sackville
- Neil Hardin
- Ruth Smith
- Ethel Ritchie
- Corinne Grant

## Capítulos
1. The Flaming Cross
2. The Flying Fortress
3. The Sea Crawler
4. A Marine Miracle
5. Halls of Hazard
6. The Flight of the Fury
7. Hearts in Torment
8. Walls of Gas
9. Struck Down
10. Wires of Wrath
11. The Rail Raiders
12. The Show Down
13. Cornered
14. No Surrender
15. The Round Up